# An Imaginary Country
An Imaginary Country è il quinto album in studio del musicista musicale canadese Tim Hecker, pubblicato il 10 marzo 2009 dall'etichetta Kranky. L'album è disponibile su CD o 2 × LP.
La risposta critica iniziale ad An Imaginary Country è stata positiva. Su Metacritic, che assegna una valutazione normalizzata su 100 alle recensioni dei critici, l'album ha ricevuto un punteggio medio di 79, basato su 11 recensioni.

## Tracce
1. 100 Years Ago – 3:28
2. Sea of Pulses – 4:41
3. The Inner Shore – 4:17
4. Pond Life – 1:24
5. Borderlands – 4:46
6. A Stop at the Chord Cascades – 4:43
7. Utropics – 1:05
8. Paragon Point – 5:04
9. Her Black Horizon – 1:27
10. Currents of Electrostasy – 3:43
11. Where Shadows Make Shadows – 8:37
12. 200 Years Ago – 4:45